# MSN China
MSN China foi um empreendimento conjunto da corporação global de software Microsoft para integrar o portal de notícias MSN. Sua sede ficava na República Popular da China. Ao contrário da maioria das outras versões internacionais do portal MSN, que se dispõem do mesmo layout dos Estados Unidos desde 2014, o MSN China utilizou um design único e tinha uma divisão separada do editorial.
Em 2010, o MSN chinês anunciou uma parceria com o Sina para concorrer com a Tencent, o maior portal de serviços de internet daquele país.
Em 2016, a Microsoft anunciou que descontinuaria o portal MSN China em 7 de junho a favor dos serviços do Windows 10 e redirecionaria seu portal a uma série de sites chineses e seu motor de busca, o Bing. No entanto, o portal ainda se encontra ativo, mesmo depois de 7 de junho de 2016, após ser assumido por outro operador.